# Понте Гомбола (Модена)
Понте Гомбола је насеље у Италији у округу Модена, региону Емилија-Ромања.
Према процени из 2011. у насељу је живело 53 становника. Насеље се налази на надморској висини од 400 м.